# Puntschubmier
De puntschubmier (Lasius jensi) is een mierensoort uit de onderfamilie van de schubmieren (Formicinae). De wetenschappelijke naam van de soort is voor het eerst geldig gepubliceerd in 1982 door Seifert.